# Stiftung der Werke von C. G. Jung
Stiftung der Werke von C. G. Jung (en castellano Fundación para la obra de C. G. Jung) es una fundación cuyo propósito es la conservación y el desarrollo del legado literario y creativo de Carl Gustav Jung y Emma Rauschenbach, la administración de la propiedad intelectual de este legado y el apoyo de la publicación científicamente correcta de la obra así como la discusión sobre su cuerpo de pensamiento y de vida.
La fundación fue creada en 2007 a partir de la Comunidad de herederos de C. G. Jung.

## Proyectos

### Colección de libros
Con el establecimiento de la Stiftung der Werke von C. G. Jung en 2007, todos los libros de la biblioteca privada de Jung pasaron a formar parte de la fundación. Esta se esfuerza en preservar todos los materiales de la biblioteca y hacerlos accesibles para la investigación científica. A través de los años la biblioteca creció constantemente y se convirtió en un espejo de los propios intereses de investigación de Jung. En el momento de su muerte en 1961 la biblioteca cubría aproximadamente 4.000 artículos.
El inventario principal de la biblioteca privada de Jung contiene literatura contemporánea de medicina, psiquiatría, psicología y filosofía del siglo XIX y XX. Además, hay muchos libros sobre cultura antigua, gnosis, símbolos cristianos, religiones orientales, etnología y ocultismo. La biblioteca también contiene una colección de impresiones tempranas (anteriores a 1800) sobre alquimia, teúrgia y cábala así como literatura onírica antigua, escritos de los Padres de la Iglesia y trabajos sobre clasicismo latino y griego.

### Proyectos de biblioteca
Han sido emprendidas diferentes actividades para mantener físicamente la biblioteca en Küsnacht, tales como la restauración y cesión de libros.

Otro proyecto ha sido establecido entre la Stiftung der Werke von C. G. Jung y la biblioteca de la ETH Zúrich, con el apoyo financiero del Dr. Donald Cooper - Fondo para apoyar la psicología en el ETH en Zúrich. Este proyecto comenzó en 2010 con la digitalización de las colecciones más preciosas de antiguas impresiones de C. G. Jung. La publicación puede ser revisada en e-rara.ch: https://www.e-rara.ch/alch/nav/classification/1133851
T. Fischer: The Alchemical Rare Book Collection of C.G. Jung, International Journal of Jungian Studies, special issue, vol. 3, issue 2, 2011